# Cantone di Sombernon
Il Cantone di Sombernon era una divisione amministrativa dell'arrondissement di Digione.
A seguito della riforma approvata con decreto del 18 febbraio 2014, che ha avuto attuazione dopo le elezioni dipartimentali del 2015, è stato soppresso.

## Composizione
Comprendeva i comuni di:
- Agey
- Ancey
- Arcey
- Aubigny-lès-Sombernon
- Barbirey-sur-Ouche
- Baulme-la-Roche
- Blaisy-Bas
- Blaisy-Haut
- Bussy-la-Pesle
- Drée
- Échannay
- Gergueil
- Gissey-sur-Ouche
- Grenant-lès-Sombernon
- Grosbois-en-Montagne
- Mâlain
- Mesmont
- Montoillot
- Prâlon
- Remilly-en-Montagne
- Saint-Anthot
- Sainte-Marie-sur-Ouche
- Saint-Jean-de-Bœuf
- Saint-Victor-sur-Ouche
- Savigny-sous-Mâlain
- Sombernon
- Verrey-sous-Drée
- Vieilmoulin